# Jonas de Geus
Jonas de Geus né le 29 avril 1998 à Amsterdam, est un joueur de hockey sur gazon néerlandais. Il évolue au poste de milieu de terrain au SV Kampong et avec l'équipe nationale néerlandaise.

## Carrière

### Coupe du monde
- : 2018

### Championnat d'Europe
- : 2017, 2021
- : 2019[2]

### Jeux olympiques
Top 8 : 2020